# Saturn đang ăn thịt con trai

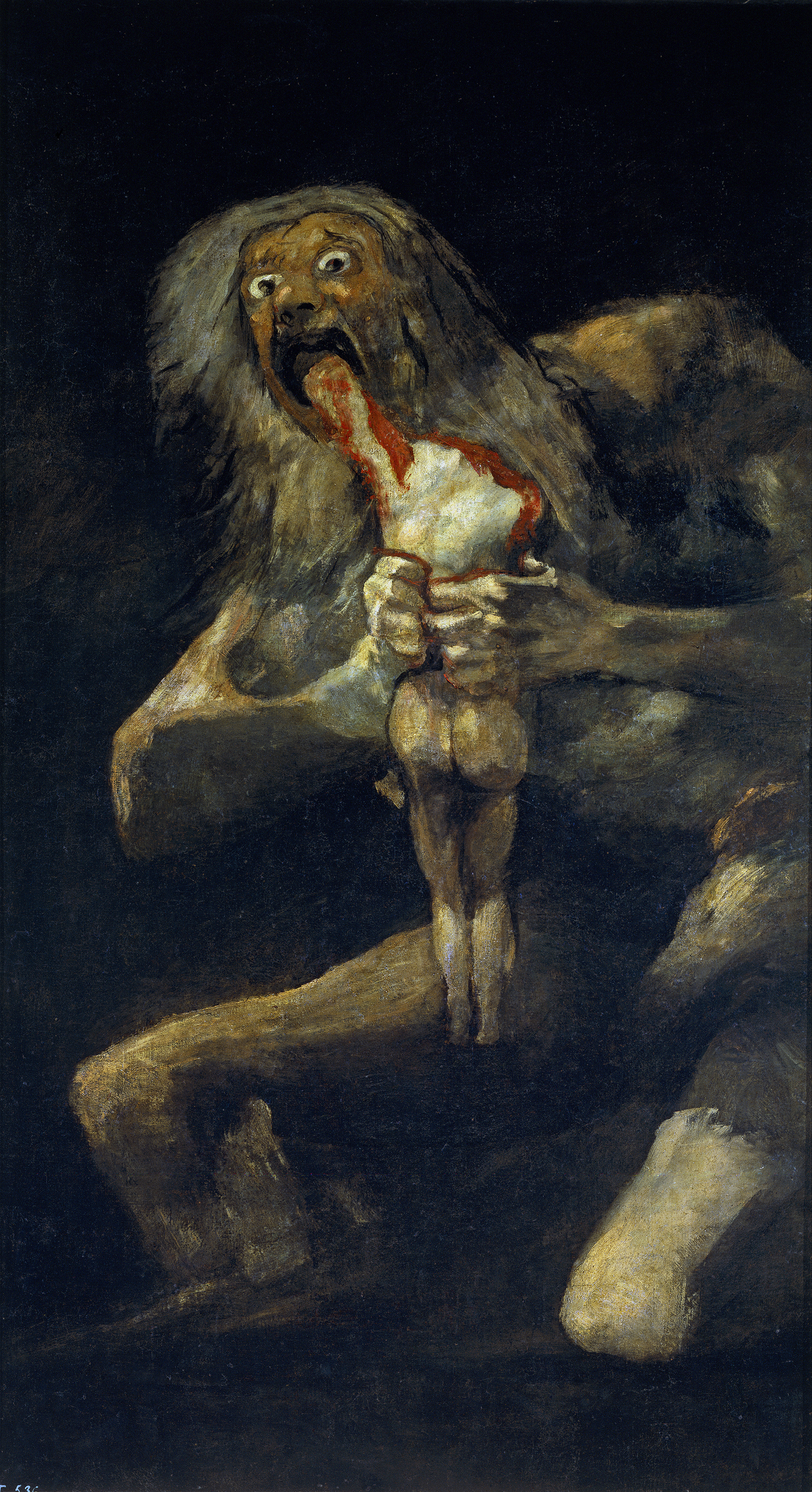
Saturn ăn thịt con trai mình, khoảng 1819–1823. Tranh sơn dầu chuyển lên vải, khổ 143cm x 81cm. Museo del Prado, Madrid

Saturn đang ăn thịt con trai (tiếng Tây Ban Nha: Saturno devorando a un hijo) là tên một bức tranh của nghệ sĩ Tây Ban Nha Francisco Goya. Theo cách giải thích truyền thống, nó miêu tả thần thoại Hy Lạp về Titan Cronus vì sợ rằng ông sẽ bị các con mình lật đổ nên đã ăn thịt từng đứa một lúc chúng sinh ra. Bức tranh này là một trong 14 cái gọi là Tranh đen mà Goya vẽ trực tiếp lên các bức tường của ngôi nhà của ông khoảng giữa năm 1819 và 1823. Nó đã được chuyển sang mặt vải sau khi Goya mất và từ đó được giữ tại Museo del Prado ở Madrid.

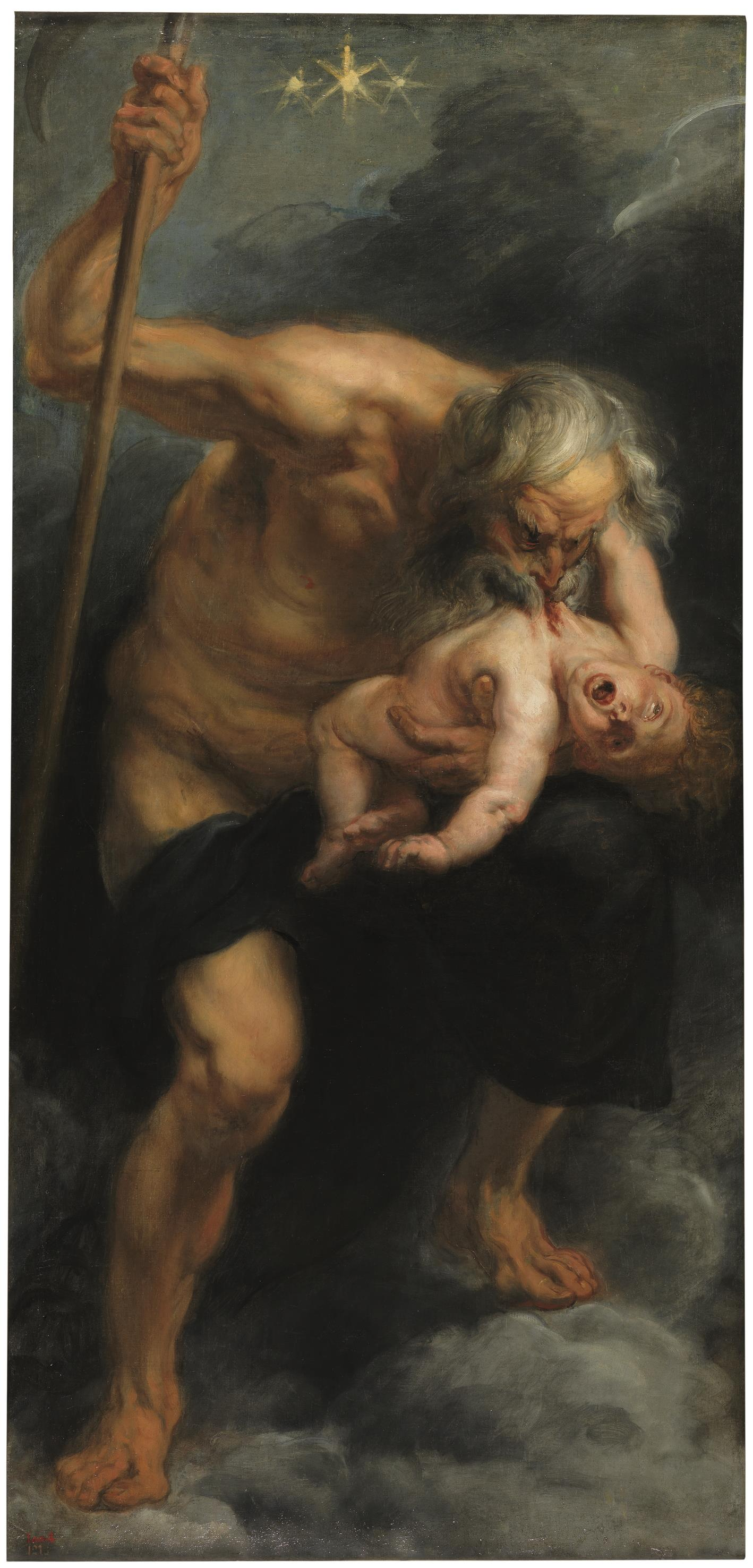
Tranh vẽ cùng chủ đề của Peter Paul Rubens năm 1636 có thể đã gây cảm hứng cho Goya.

Trước đó vào năm 1636, Peter Paul Rubens  đã vẽ một bức tranh cùng chủ đề, và mang phong cách baroque hơn.